# Fimbristylis dipsacea
Fimbristylis dipsacea är en halvgräsart som först beskrevs av Christen Friis Rottbøll, och fick sitt nu gällande namn av Charles Baron Clarke. Fimbristylis dipsacea ingår i släktet Fimbristylis och familjen halvgräs. IUCN kategoriserar arten globalt som livskraftig.

## Underarter
Arten delas in i följande underarter:
- F. d. dipsacea
- F. d. verrucifera